# Cecil Williamson
Cecil Williamson (Paignton, Devon, 18 de setembro, 1909 - 9 de dezembro, 1999) foi um roteirista, editor e diretor de cinema britânico e influente neopagão inglês. Ele fundou o Museum of Witchcraft (Museu de Bruxaria) e o Witchcraft Research Center, que fez parte do MI6 contra a Alemanha Nazista. Amigo de Aleister Crowley, notório ocultista e de Gerald Gardner, era interessado pela Wicca, além de ser um grande colecionador de artefatos da bruxaria.

## Biografia

### Juventude
Williamson nasceu em Paignton, Devon. Seu pai era um oficial sênior da Marinha Real e foi destacado para o exterior.The Museum of Witchcraft, page 2 Ele encontrou a bruxaria pela primeira vez em 1916, quando, em uma visita a North Bovey, também em Devon, para visitar seu tio, um vigário local, viu uma mulher sendo espancada publicamente e acusada de ser uma bruxa. Williamson tentou defender a mulher e, ao fazê-lo, tornou-se amigo dela. 
Em 1921, enquanto estava no colégio interno Malvern College, Williamson foi vítima de bullying, mas recebeu ajuda de uma mulher que morava no terreno da escola, que também era bruxa. Ela mostrou a ele como lançar um feitiço sobre o agressor, que logo depois quebrou a perna em um acidente de esqui e parou de intimidar Cecil.
Durante as férias de verão, Williamson costumava visitar Dinard na França com sua avó e sua amiga Mona Mackenzie. Mackenzie era uma médium espírita e ensinou Williamson sobre adivinhação .

### Vida na Rodésia
Depois de estudar na faculdade, Williamson viajou para a Rodésia (atual Zimbábue) para cultivar tabaco, onde seu servo, Zandonda, lhe ensinou sobre magia africana.

### A vida na Grã-Bretanha
Em 1930, Williamson voltou para a Grã-Bretanha e mudou-se para Londres, onde começou a trabalhar como assistente de produção em vários estúdios de cinema. Como hobby, ele continuou a investigar o ocultismo, começando a coletar objetos e tornou-se um conhecido de Margaret Murray, Montague Summers e Aleister Crowley.
Em 1933, ele se casou com Gwen Wilcox, uma maquiadora e sobrinha do cineasta Herbert Wilcox .

### Segunda Guerra Mundial
Em 1938, o MI6 contratou Williamson para investigar os interesses ocultistas dos nazistas e, ao fazer isso, ele formou o Centro de Pesquisa de Bruxaria. Uma reportagem de abril de 1944, embora não mencione o Centro de Pesquisa de Bruxaria, reflete sua área de especialização ao afirmar que Goebbels iria "atrelar a adivinhação, astrologia e necromancia à sua máquina de propaganda".

### Gardner e o Museu
Em 1946, Williamson conheceu Gerald Gardner na livraria Atlantis, em Londres, em uma palestra que Gardner estava dando. Os dois se tornaram amigos em grande parte devido ao interesse mútuo na teoria do culto às bruxas pagão.
Em 1947, Williamson tentou abrir um museu sobre bruxaria em Stratford-on-Avon, mas foi forçado a mudar seus planos após a oposição local. Em 1948, Williamson comprou um moinho de vento dilapidado em Castletown, na Ilha de Man. Ele o transformou no Centro Folclórico de Superstição e Bruxaria e o abriu em 1949, junto com um restaurante adjacente, o Witches 'Kitchen.
Williamson contratou Gardner para ser a "bruxa residente" do museu, que foi renomeado como Museu de Magia e Bruxaria após a revogação da Lei de Bruxaria de 1735 em 1951. No entanto, o relacionamento de Williamson e Gardner começou a desmoronar voltar para a Inglaterra. Então, em 1952, ele vendeu o museu para Gardner e mudou todos os seus artefatos para um novo local, em Windsor, renomeando-o como Museu de Bruxaria. Gardner, usando sua própria coleção de artefatos, continuou a administrar o museu na Ilha de Man pelo resto de sua vida.
Em Windsor, o museu de Williamson permaneceu aberto por um ano e teve muito sucesso, mas foi novamente forçado a sair devido à oposição local. Em 1954, ele então mudou o museu para Bourton-on-the-Water em Gloucestershire. Aqui, o museu foi danificado por um incêndio criminoso e, portanto, em 1960, Williamson mudou o museu para Boscastle na Cornualha, onde permanece até hoje.

### Últimos anos
À meia-noite de 31 de outubro de 1996, Williamson vendeu o museu para Graham King. Williamson reteve alguns de seus artefatos (mas nenhum dos que estavam em exibição no museu) em sua casa em [Witheridge], um pequeno vilarejo próximo a Tiverton em Devon . Após sua morte em 1999, grande parte de sua coleção particular foi adquirida pelo museu.